# Кукі (Сайтама)

36°3′44″ пн. ш. 139°40′1″ сх. д. / 36.06222° пн. ш. 139.66694° сх. д.
Ку́кі (яп. 久喜市, くきし, МФА: [ku̥kʲi ɕi̥]) — місто в Японії, в префектурі Сайтама.

## Короткі відомості
Розташоване в північно-східній частині префектури. Виникло на місці торгового поселення
раннього нового часу. Через місто проходить лінія Тохоку залізниці JR. Основою економіки є сільське господарство, вирощування японських груш, машинобудування. В місті розташований середньовічний монастир Кантоїн, збудований Асікаґою Масаудзі. Станом на 1 жовтня 2008 площа міста становила 25,35 км². Станом на 1 січня 2009 населення міста становило 71 010 осіб.